# Katcha (Nigeria)
Katcha è una città della Repubblica Federale della Nigeria appartenente allo stato di Niger.
È il capoluogo dell'omonima area a governo locale (local government area) che si estende su una superficie di 1.681 km² e conta una popolazione di 122.176 abitanti.